# Nur mit dir (Helene-Fischer-Lied)
Nur mit dir ist ein Lied der deutschen Popschlager-Sängerin Helene Fischer. Das Stück ist eine von zwei gleichzeitig veröffentlichten Singleauskopplungen aus ihrem siebten Studioalbum Helene Fischer.

## Entstehung und Artwork
Geschrieben wurde das Lied gemeinsam von Sebastian Rätzel, Tobias Schwall und Robert Wróblewski (Benoby). Produziert wurde das Stück von Thorsten Brötzmann, als ausführende Produzentin wirkte Helene Fischer mit. Das Mastering erfolgte bei TrueBusyness Mastering in Berlin unter der Leitung von Sascha Bühren. Abgemischt und programmiert wurde das Stück durch Brötzmann und Roman Lüth; Lüth stand Brötzmann auch als Koproduzent zur Seite. Die Single wurde unter den Musiklabels Island Records und Polydor veröffentlicht und durch Copyright Control Shares und Shustring1 Edition vertrieben.
Auf dem schwarz-weißen Cover der Maxi-Single ist lediglich – neben Künstlernamen und Liedtitel – Fischers Gesicht, mit der rechten Hand vor dem Mund, zu sehen. Es ist exakt das gleiche Bild wie zum dazugehörigen Album Helene Fischer. Auf dem schwarz-weißen Cover einer veröffentlichten Remix-EP ist ebenfalls Fischers Gesicht zu sehen, die ihren Blick nach rechts gerichtet hat. Geschossen wurde das Bild vom deutschen Modefotografen Kristian Schuller, das Artwork stammt von Eat, Sleep + Design in Berlin-Kreuzberg.

## Veröffentlichung und Promotion
Die Erstveröffentlichung von Nur mit dir erfolgte als Einzeldownload am 12. Mai 2017. Bereits einen Tag zuvor feierte das Lied seine Airplay-Premiere. Das Stück wurde gleichzeitig mit der Single Herzbeben, die ebenfalls als Einzeldownload erschien, veröffentlicht. Am 30. Juni 2017 erfolgte die Veröffentlichung einer physischen Remix-EP. Diese beinhaltet neben der Albumversion sieben Remixversionen zu Herzbeben.
Um das Lied zu bewerben, folgten unter anderem Liveauftritte zur Hauptsendezeit während des ESC-Countdown 2017 im Ersten und bei Willkommen bei Carmen Nebel im ZDF.
Remixversionen
- Nur mit dir (Extended Mix)
- Nur mit dir (Harris & Ford Remix)
- Nur mit dir (Mania Fox Extended Remix)
- Nur mit dir (Mania Fox Remix)
- Nur mit dir (Franz Rapid Extended Mix)
- Nur mit dir (Stereoact Extended Remix)
- Nur mit dir (Stereoact Radio Remix)

## Inhalt
| „Nur mit dir, möcht’ ich die Welt von oben seh’n. Nur mit dir, möcht’ ich auf allen Gipfeln steh’n. Alles würde ich mit dir riskiern, zusammen kann uns beiden nichts passiern. Für alle Zeit bist du ein Teil von mir. Liebe ist so unendlich – nur mit dir.“ – Refrain, Originalauszug | Der Liedtext zu Nur mit dir ist in deutscher Sprache verfasst. Die Musik und der Text wurden gemeinsam von Sebastian Rätzel, Tobias Schwall und Robert Wróblewski verfasst. Musikalisch bewegt sich das Lied im Bereich des Schlagers und der Popmusik. Aufgebaut ist das Lied auf zwei Strophen, einer auf die Strophen folgenden Bridge und einem Refrain zwischen den Strophen sowie ein sich wiederholender am Ende des Liedes. Als Instrumentalisten sind Brötzmann und Roman Lüth am Keyboard zu hören. Inhaltlich thematisiert das Lied eine Liebesbeziehung. Er handelt davon endlich den Partner gefunden zu haben, den man schon immer suchte und dem Gefühl der Verbundenheit zu diesem. Ein Partner der einem Halt bzw. Rückenwind gibt. In einem Interview mit dem Fachblatt Musikmagazin gab Fischer an, dass das Lied ihrem Freund gewidmet sei. |

## Mitwirkende
| Personen - Thorsten Brötzmann: Abmischung, Keyboard, Musikproduzent, Programmierung - Sascha Bühren: Mastering - Helene Fischer: Ausführender Produzent - Sebastian Rätzel: Komponist, Liedtexter - Roman Lüth: Abmischung, Keyboard, Programmierung, Koproduzent - Tobias Schwall: Komponist, Liedtexter - Kristian Schuller: Fotograf (Cover) - Robert Wróblewski (Benoby): Komponist, Liedtexter | Unternehmen - Copyright Control Shares: Vertrieb - Eat, Sleep + Design: Artwork (Cover) - Island Records: Musiklabel - Polydor: Musiklabel - Shustring1 Edition: Vertrieb - TrueBusyness Mastering: Tonstudio |

## Rezensionen
Markus Brandstetter vom deutschen Online-Magazin laut.de vergab für das Gesamtprodukt Helene Fischer zwei von fünf Sternen und kam bei seiner ironischen Rezension zum Entschluss, dass Fischer mit Nur mit dir seine ganze selbst „aufoktroyierte Musikkritiker-Ironie“ „weggebiedermeiert“ habe. Die perfekte „Menschmaschine“ würde zur „Endorphinsause“ einladen, alles sei vor lauter „Wohligkeit“ vergessen, von der anstehenden Steuererklärung bis zur Apokalypse.
Christopher Sennfelder vom deutschsprachigen E-Zine Plattentests.de vergab für das Album lediglich zwei von zehn Punkten. Er ist der Meinung das Lieder wie Nur mit dir oder auch Flieger einem simplen Schema folgen würden: „Ein bisschen Wabern und Blubbern in den Strophen, Trommelwirbel in der Bridge, emotionsgeladene Schnappatmung in den Refrains“.
Wolfgang Wendland von der deutschen Punkband Die Kassierer bewertete für Bild das Album Helene Fischer und kam zum Eröffnungslied Nur mit dir dazu, dass das Lied zum Einstieg zu hart sei, dass höre er sich zum Schluss an. Letztlich war er „extrem“ überrascht, wie offen exotische Sexualpraktiken in einem deutschen Schlager besungen würden, oder er habe etwas missverstanden.

## Kommerzieller Erfolg

### Chartplatzierungen
Nur mit dir erreichte in Deutschland Rang 34 der Singlecharts und konnte sich sechs Wochen in den Top 100 platzieren. In Österreich erreichte die Single in zwei Chartwoche mit Rang 74 seine beste Chartnotierung und in der Schweiz ebenfalls in zwei Chartwochen mit Rang 52.
Für Fischer als Interpretin ist dies der 13. Charterfolg in Deutschland sowie ihr achter in Österreich und der siebte in der Schweiz. Zum fünften Mal konnte sich eine Single von ihr gleichzeitig in allen D-A-CH-Staaten platzieren. Für die Autoren Rätzel, Schwall und Wróblewski ist es der erste Charterfolg ihrer Karriere. Brötzmann erreichte in seiner Tätigkeit als Autor oder Musikproduzent bereits zum 74. Mal die deutschen Charts, zum 39. Mal die Charts in Österreich und zum 33. Mal die Schweizer Hitparade.
| ChartsChartplatzierungen | Höchstplatzierung | Wochen |
| ------------------------ | ----------------- | ------ |
| Deutschland (GfK)        | 34 (6 Wo.)        | 6      |
| Österreich (Ö3)          | 56 (2 Wo.)        | 2      |
| Schweiz (IFPI)           | 52 (2 Wo.)        | 2      |

### Auszeichnungen für Musikverkäufe
Am 21. September 2022 wurde Nur mit dir mit einer Goldenen Schallplatte für über 15.000 verkaufte Einheiten in Österreich ausgezeichnet. Im Mai 2023, sechs Jahre nach seiner Erstveröffentlichung, folgte Goldstatus für über 200.000 verkaufte Einheiten in Deutschland. Das Lied zählt damit zu den meistverkauften Schlagern des Landes der 2010er-Jahre.
| Land/Region        | Auszeichnungen für Musikverkäufe (Land/Region, Auszeichnung, Verkäufe) | Verkäufe |
| ------------------ | ---------------------------------------------------------------------- | -------- |
| Deutschland (BVMI) | Gold                                                                   | 200.000  |
| Österreich (IFPI)  | Gold                                                                   | 15.000   |
| Insgesamt          | 2× Gold ·                                                              | 215.000  |